# الجرادي

تعديل مصدري - تعديل

الجرادي إحدى حارات مدينة القاعدة بمحافظة إب، بلغ تعداد سكانها 239 نسمة حسب تعداد اليمن لعام 2004.